# Masa po teoriji specijalnog relativiteta
Masa po teoriji specijalnog relativiteta uključuje opšte razumevanje koncepta jednakosti mase i energije. Dodatna otežavajuća okolnost kod ovog koncepta rezultira otuda što je masa definisana na dva različita načina u specijalnom relativitetu: jedna definicija ("masa u mirovanju" ili "nepromenjiva masa") kaže da je masa nepromenjiva veličina koja je jednaka za sve posmatrače u svim tačkama posmatranja; po drugoj definiciji mase ("relativistička masa") ona zavisi od brzine posmatrača.
Pojam masa u teoriji specijalnog relativiteta se obično odnosi na masu objekta u mirovanju, što je zapravo Njutnovska masa kako bi je izmerio posmatrač koji se kreće zajedno s objektom. Nepromenjiva masa je drugi naziv za masu u mirovanju date čestice. Nepromenjiva masa je prirodna jedinica mase koja se koristi u analizi sistema posmatranih iz okvira njihovog centra momentuma, kao kad se neki zatvoreni sistem (npr boca vrelog gasa) meri, što zahteva da se merenje vrši u okviru centra momentuma d+gde sistem ne poseduje neto momentum. Pod ovakvim okolnostima nepromenjiva masa je jednala relativističkoj masi, koja je jednaka ukupnoj energiji sistema podeljenoj sa c2.